# Molí del Valles
El Molí del Valles és un molí fariner de Talavera (Segarra) inclòs a l'Inventari del Patrimoni Arquitectònic de Catalunya.

## Descripció
Es tracta d'un molí fariner situat a la dreta del riu Ondara, sota el poble de Pallerols. Actualment se'ns presenta en estat ruïnós, i tan sols es conserva alguna paret dempeus. Tampoc es conserven cap estructura o part del molí pròpiament dit (bassa, cacau i molí).

## Història
El molí fariner segarrenc necessitava una gran bassa per poder emmagatzemar el màxim d'aigua per al seu funcionament. Una de les parts més importants era el cacau, que es construïa a un extrem de la bassa i tenia com a funció regular la pressió de l'aigua en la seva caiguda. Del cacau, l'aigua passava d'un canal a un rodet generalment de fusta i disposat horitzontalment. El moviment giratori del rodet es transmetia a l'eix de fusta, eix que tenia al seu extrem superior la nadilla o hèlix de ferro que anava encaixada a la mola inferior fixada. Aquesta pedra girava sobre una mola inferior fixada. La pressió de les dues moles convertia el gran en farina.